# 아즈텍 문명
아즈텍 문명(영어: Aztecs 또는 Aztec civilization) 또는 아스테카 문명은 지금의 멕시코 지역에 존재하던 아즈텍인들이 만든 문명이다. 수도는 멕시코 중부의 텍스코코 호 중앙의 인공 섬에 있던 테노치티틀란이었다. 마야 문명의 영향을 받았다.
1519년 11월 8일, 에스파냐의 정복자 에르난 코르테스가 수도 테노치티틀란에 들어갔다. 아즈텍 제국의 통치자였던 몬테수마 2세는 백인인 코르테스와 그의 무리를 아즈텍 문명의 전설에 나오는 깃털 달린 뱀 케찰코아틀로 여겨 환대했으나 내부의 정치적 위기를 이용한 코르테스의 계략으로 1521년 에스파냐 군대에게 정복당했다.

## 어원
‘아즈텍’이란 말은 나우아틀어로 ‘아스틀란의 사람’이란 뜻의 단어 aztecatl[asˈtekat͡ɬ](복수형 aztecah[asˈtekaʔ])에서 왔다.

## 주민
아즈텍인들은 14세기에서 16세기에 걸쳐 멕시코에서 높은 수준의 문화를 이루며 살던 원주민이다. 나우아틀어를 썼다. 그 외에도 틀락스포칼인, 텍스코코인 등의 다양한 민족이 뒤섞여 있었다. 또한 아즈텍인들은 정복한 지역들을 아즈텍 제국의 주요 종족이었던 아즈텍인, 틀락스포칼인, 텍스코코인과의 삼각관계를 유지하면서 나라를 다스렸다. 정복한 지역에서 살던 주민들은 아즈텍 제국에 공물을 바쳐야 했다.

## 계급

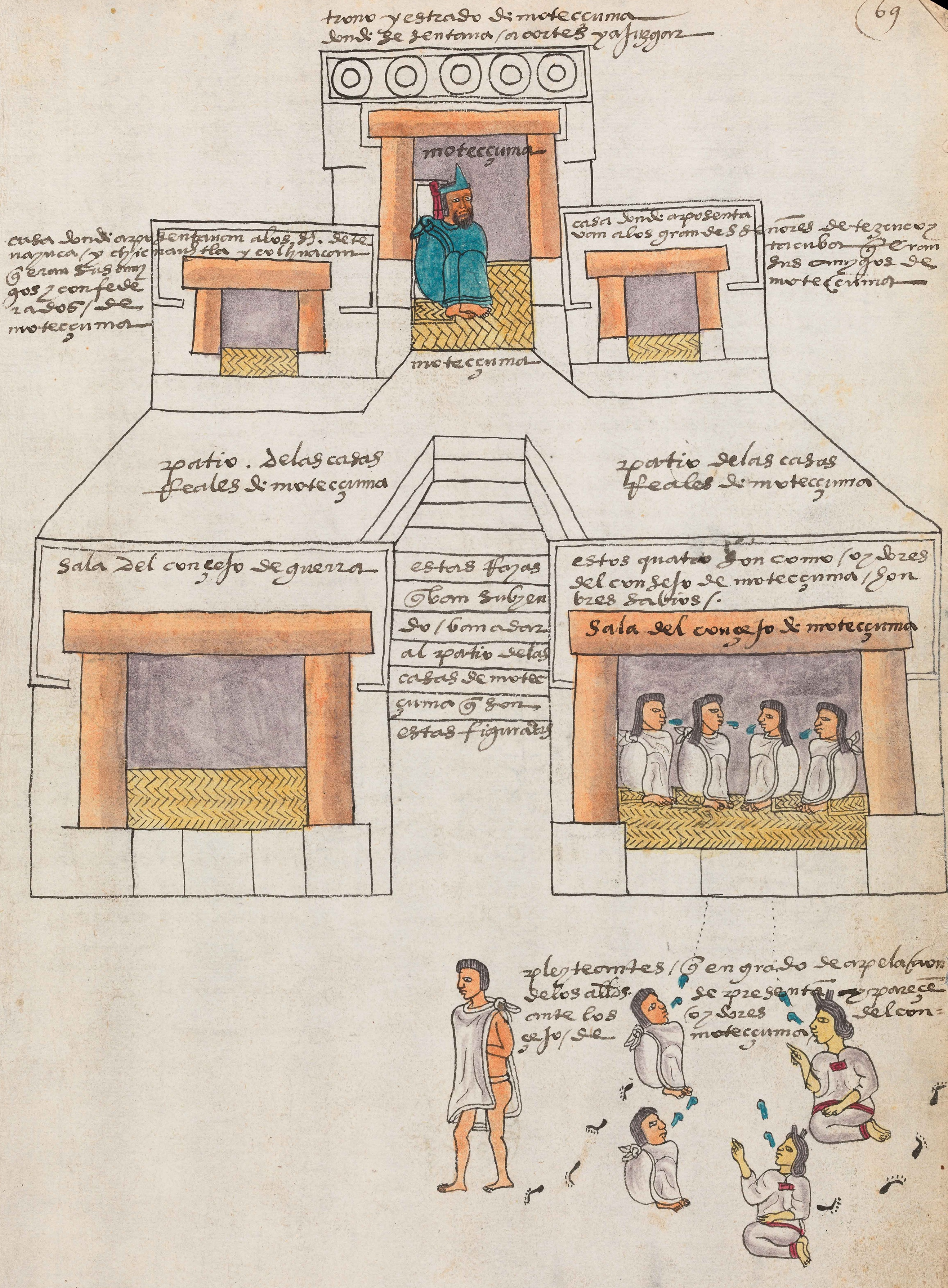
몬테수마의 궁전.

아즈텍 사회는 절대적인 계급 사회였다. 맨위에 틀라토아니, 그 아래 피필틴, 그 다음에 시민 마세우알틴이 있었다. 마세우알틴은 '복종' 이란 뜻이었지만 행동은 자유로웠다. 마세우알틴 계급은 약 100여가정으로 이루어진 카풀리로 구성되어 있었다. 각 카풀리에는 시민 등록을 받고, 공동 소유의 땅을 관리하며 세금을 모으는 노인 협의회가 있었다.

### 왕과 귀족
아즈텍 시민들은 자신들이 정복한 부족들에게 공물을 바칠 것을 강요했다. 이것은 거대한 양의 값진 물건들이 테노치티틀란으로 흘러 들어왔음을 뜻하는데, 그 중에서는 담요, 군사 용품, 깃털, 구슬, 염료, 금, 목면, 후추 같은 향신료, 옥수수와 카카오 콩, 소금과 그 밖의 것들이 포함되어 있었다. 일부는 공공 행사를 치를 때 사용했고, 일부는 귀족들에게 주었으며, 나머지는 다른 물건과 바꾸도록 지역 항인들에게 주었다.

#### 귀족이 되는 법
귀족의 신분은 대대로 이어졌다. 평민이 귀족이 될 수 있는 유일한 방법은 틀라토아니가 훌륭한 전사를 재규어 전사나 독수리 전사의 위치까지 승진시키는 것이었다. 그러나 몬테수마 2세는 이것마저 없애 버렸다.

### 평민과 노예

#### 농부의 집과 가구
아즈텍 농부의 집은 다섯 채씩 단체로 지어서 가운데 둥근 정원을 두고 서로 마주보게 했다. 벽은 흙벽돌로 쌓고 용설란의 잎으로 초가지붕을 엮었다. 한 집에서 한 두 가정의 5~8명이 함께 살았다. 집은 매우 작았으므로 요리, 식사, 실 잣기, 옥수수 갈기, 사람들을 만나는 것 등의 거의 대부분의 활동은 밖에서 이루어졌다.
가난한 가정은 가구도 없이 간단한 옷이 전부였다. 그들이 소유한 몇 가지 필수품은 옥수수를 갈기 위한 숫돌, 항아리 몇 개, 잠자는 깔개 등이었다. 그러나 최근 고고학자들이 농부의 집 바깥에 있는 커다란 쓰레기 더미를 발견했는데, 거기에는 수입 도자기, 흑요석으로 만든 칼들, 심지어 청동 핀까지 있었다. 아즈텍 농부는 가난했지만 일할 거리가 많았고 제국으로 들어오는 돈이 매우 많았으므로 아주 궁핍한 사람은 거의 없었다.
아주 가난한 가정이라도 그릇은 필요했다. 물 항아리, 옥수수를 젹셔 놓는 사발, 요리용의 평평한 판, 저장 항아리, 접시, 컵 등과 적어도 매운 후추를 가는 바닥에 바둑판 무늬가 있는 세발 달린 몰카헤테 하나는 있어야 했다.

#### 노예
사회의 맨 아래 계층에는 노예 틀라코틴이 있었다. 노예들은 정복한 도시에서 공물로 받아왔다. 때때로 술, 도박으로 망하거나, 재난을 입은 농부들이 나머지 가족을 위해 빚을 갚으려고 스스로 노예로 팔려갔다. 주인은 노예가 게으름을 필 때만 다시 팔 수 있었는데, 만약 이런 일이 세 번 일어나면 신전에 희생물로 팔아 버리기도 했다.

## 여가 활동

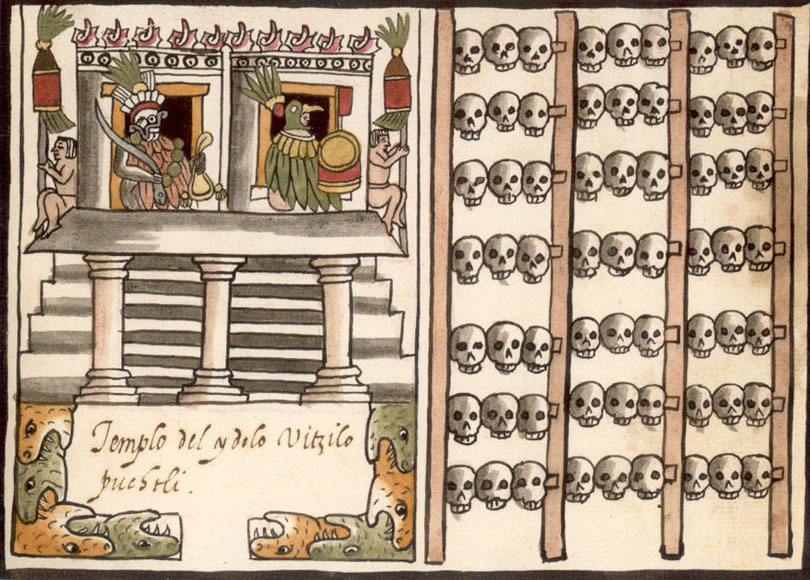
희생된 사람 해골들을 모아놓은 제단.

아즈텍인들에게 종교는 생활 그 자체이자, 그들 존재의 중심이었다. 심지어 잠시 일을 멈추는 것도 종교적인 이유가 있어서였다. 따라서 아즈텍 사람들에게 오늘날 우리가 생각하는 의미의 단순히 즐기기 위한 여가 활동이란 없었다. 아즈텍의 어른들은 축제와 게임을 즐겼지만, 그 목적은 단순히 즐거운 시간을 보내는 것이 아니었다. 모든 여가 활동은 신의 의지에 따르는 의미를 가지고 있었다.

### 볼라도르 의식
볼라도르 의식에서는 사람들이 새처럼 차려 입었는데, 이것은 신이 스스로 이 모습을 택했다고 믿었기 때문이다. 생명의 나무를 뜻하는 기둥에 매달려 둥글게 흔들리는 사람들을 밧줄을 서서히 풀면서 땅으로 내려놓았다. 밧줄의 길이는 정확하게 52번을 돌고 땅에 닿도록 계산했다. 이 의식은 52년 만에 일어나는 아즈텍의 두 달력의 일치를 나타내는 것이다. 또 새로운 세상이 열린다는 뜻도 가지고 있다.

### 틀라치틀리
틀라치틀리는 경기자가 큰 고무 공을 차기 위해 엉덩이, 무릎, 팔굼치 등을 사용하는 놀이다. 선수가 공을 쳐서 코트 한쪽 면에 높이 건 띠를 통과시키면 바로 이기게 된다. 틀라치틀리는 인기 있는 관람 경기였는데 종교적인 의미도 가지고 있어 때때로 진 사람은 종교 의식의 희생물이 되었다. 또 미래를 점치는 데 이용되기도 했다. 텍스코코의 지배자가 이방인이 곧 멕시코를 지배할 것이라고 예언했을 때, 몬테수마 2세는 그가 잘못되었다는 것을 증명하려고 함께 틀라치틀리를 별였는데, 몬테수마가 3-2로 졌다. 걱정스러워 하는 그를 남겨 두고 경기는 끝났다. 그리고 2년 뒤인 1519년, 에스파냐 사람들이 아즈텍에 도착했다.

### 파톨리
파톨리(Patolli)는 도박성이 있는 게임이었다. 경기자들은 말을 움직이기 위해 주사위를 던졌고, 목표는 한 줄에서 세 곳을 얻는 것이었다. 그러나 이 단순한 게임조차 신을 기쁘게 하기 위해 하는 것이었다.

### 인생의 시
나우아틀은 아즈텍의 언어였다. 시에 주로 나오는 나우아틀 언어는 '꽃' 그리고 '노래'였다. 대부분의 아즈텍 시는 생명을 주고 빼앗기도 하는 테스카틀리포가 신에게 바쳐졌는데, 많은 시에서 꽃과 노래, 생명과 죽음에 대한 생각이 연결되어 있다.
| “ | 너는 꽃과 노래에서 왔다. 너는 꽃을 사방으로 흩뿌리고, 그것을 짓밟는다. | ” |

## 시장과 교역
아즈텍인들은 시장(티안키스)에 가는 것을 무척 좋아했다. 매일 6만 명이 틀라텔롤코라는 곳의 큰 시장에 갔는데, 한 스페인의 목사는 이렇게 말했다.
| “ | 시장에 가는 것과 천당에 가는 것을 선택하라고 하면, 대개의 아즈텍 부인들은 천당을 택한다. 그러나 먼저 시장에 갈 수 있는지 물을 것이다 | ” |

아즈텍인들은 다방면에 걸친 교역자들로, 상인들은 아즈텍 사회에서 별도 신분이었고, 유럽의 길드처럼 그들만의 카풀리를 가지고 있었다. 또 야카테쿠틀리라는 신을 모셨는데 신의 상징은 여행자의 지팡이였다. 그러나 아즈텍 상인들은 오늘날의 기업인처럼 사회적 신분이 상승될 수는 없었다. 그들도 시민들과 사실상 마찬가지로 자신의 위치를 지켜야 했다.

### 시장 물건
손님들은 아즈텍의 시장에서 치남파스의 생산물을 사는 것은 물론, 개, 이구아나 계곡에서 잡은 야생 칠면조, 그리고 해안에서 가져온 굴, 가재, 거북 등을 샀다. 그들은 또한 면화와 노예에서 조개와 황금에 이르기까지 여러 물건을 샀다. 아즈텍인들은 무게보다 수량을 중심으로 물건을 팔았다. 상인과 손님들은 보통 물건을 서로 맞바꾸었으므로 시장은 소음과 논쟁으로 매우 시끄러웠을 것이다. 정부 감독관은 물건이 제대로 진열되었는지 확인했으며, 속이는 사람에게 벌을 내렸다.

### 카누
일부 역사학자는 동의하지 않지만, 아즈텍인들은 바퀴가 달린 장치를 사용하지 않은 것으로 보인다. 그러므로 카누는 무거운 물건을 테노치티틀란으로 나르는 데 매우 중요한 것이었고, 그래서 운하는 그 도시의 중심이 되었다. 아즈텍 상인들의 카누를 부수는 일은 전쟁의 선언으로 여겼다. 원정이 끝난 뒤 상인들은 밤에 도시로 몰래 물건들을 밀수해 들여오기도 했다. 아즈텍 시민들은 그들의 부를 자랑할 수 없게 되어 있었으므로 상인들은 언제나 평범한 옷을 입고 얼마나 벌었는지에 대해서는 비밀로 했다.

### 짐꾼

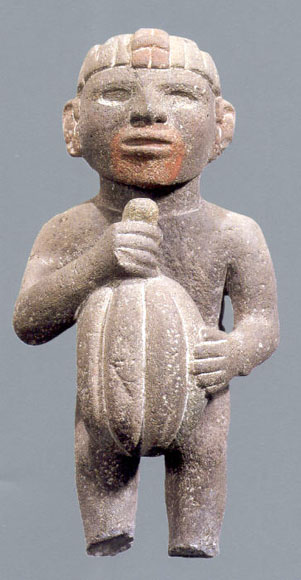
카카오 콩을 든 상인 인형.

다른 나라와 교역하는 것은 위험한 사업이었다. 나라에서는 상인들이 스파이만큼 쓸모가 있다고 생각했으므로 유일하게 다른 나라로 가는 국경을 넘을 수 있도록 허락했다. 상인들은 무기를 가지고 있었고, 때때로 거래를 하러 간 상대방 사람들과 싸움을 하기도 했다. 모든 것을 운반해야 했기 때문에 아즈텍인들은 짐을 지는 배낭보다는 머리띠를 쓴 짐꾼을 고용했다. 출발하기 전에 상인들은 서로 만나서 건강과 안전을 빌면서 신에게 제물을 바치기도 했다.

### 카카오 콩
아즈텍인들은 비록 일부 위조꾼이 밀랍이나 가루로 가짜로 만들긴 했지만 카카오를 돈처럼 사용했으므로 부자들만이 카카오 콩으로 만든 쇼콜라틀(일명 핫초코)를 살 여유가 있었다.

## 예술과 건축
아즈텍의 예술과 건축물은 신들의 힘과 아즈텍 제국의 강함을 느낄 수 있게 만들어졌다. 1500년 무렵, 아즈텍인들은 테노치티틀란이 홍수로 무너져 다시 지었는데 이방인들에게 깊은 인상을 주는 도시를 세웠다. 호수를 가로지르는 두 개의 주요 도로가 중앙에서 교차하는 테노치티틀란은 정확한 바둑판 형태였으며, 해의 움직임과 일치하도록 동쪽에서 서쪽으로 달리는 주요 도로가 있었다. 아즈텍인들은 그 도시를 세상의 중심이라고 믿었고, 이 같은 성취감은 다음의 시에 잘 나타나 있다.
| “ | 도시 자체가 자랑인 테노치티틀란. 이는 우리의 영광, 오 생명을 주신 이여. 누가 테노치티틀란을 정복할 수 있는가? 누가 세상의 근본을 흔들 수 있는가? | ” |

### 석공들
아즈텍 채석장이들은 40톤이나 나가는 돌덩어리를 나무 쐐기를 이용해 조각으로 잘랐다. 그 다음 노동자들이 건설 현장까지 끌고 가면 석공들이 돌을 갈고 금속 징을 사용하여 세부 조각을 새겼다.

## 건강과 의학
테노치티틀란에는 일하는 동물이 없었고, 집들도 상당한 거리를 두고 지었으므로 같은 시기 유럽의 도시들보다 깔끔한 편이었다. 또한 아즈텍인들은 개인 위생 관념이 철저하였다. 그들은 비누 나무 열매를 이용하여 자주 씻었다. 일반 가정에는 조그만 욕조가 있었지만, 몬테수마의 궁전에는 수영장이 있었다. 아즈텍인들은 소금과 가루 숯으로 이를 닦았는데, 그렇게 하면 충치를 막을 수 있다고 믿었다. 또 서로 머리에 이가 없는지 살폈다. 아픈 사람이 생길 때를 대비하여, 증상을 살피고 치료할 의사들을 키워냈다. 비록 아즈텍의 치료법은 현대적이지 않았지만, 이들 의사의 지식과 기술은 유럽 의사들이 실패한 에스파냐 사람의 병을 일부 고치기도 했다.

### 약초 식물
훌륭한 아즈텍 의사는 1500가지가 넘는 약초를 어떻게 사용하는지 알고 있었다. 예로 들면 목의 통증을 치료하기 위해서는 꿀로 만든 감기 시럽과 용설란 시럽을 마시게 한 후 액체 고무로 목을 문질러 주었다.

## 사랑과 결혼
아즈텍 사회에서 결혼은 매우 중요했으며, 결혼하지 않은 남자는 시민이 될 수 없었다. 남자들은 보살필 수 있는 능력만큼 부인을 얻을 수 있었다. 결혼은 부모가 정했고, 아이들이 어릴 때부터 미리 미래의 짝을 정했다. 나이 든 여인이 신부의 부모에게 청혼을 허락 받으러 가는 중매장이가 되었다. 결혼한 뒤에는 남자와 여자의 역할이 분명하게 정해졌다. 남자는 집을 짓고 생활비를 벌었다. 아버지는 아들에게
| “ | 게으름 피우지 마라. 그러면 아내와 아이들을 먹여 살리지 못한다. | ” |

라고 충고했다. 여자가 할 일은 집안 살림을 꾸려나가는 것이었다. 아즈텍 어머니들은 딸에게 이렇게 충고했다.
| “ | 남편에게 복종해라. 깔보거나 화내지 마라. 어기면 쇼치케이트살 여신에게 벌을 받을 것이다. | ” |

### 새로운 생명
아즈텍 부부들에게 아이는 중요했으므로 아이가 없으면 이혼할 수 있었다. 출산 때 산파는 어머니가 아이를 낳기 위해 싸우는 것을 상징하듯 전쟁터에서처럼 고함을 쳤다. 점성술가들은 탄생일을 근거로 아이의 미래를 예언해 주었다. 만약 사내 아이면, 태양에 적의 피를 바칠 수 있는 위대한 용사가 되라고 말했다. 여자 아이에게는 집안 일을 잘 하면서 살라고 말했다.

## 전쟁과 무기

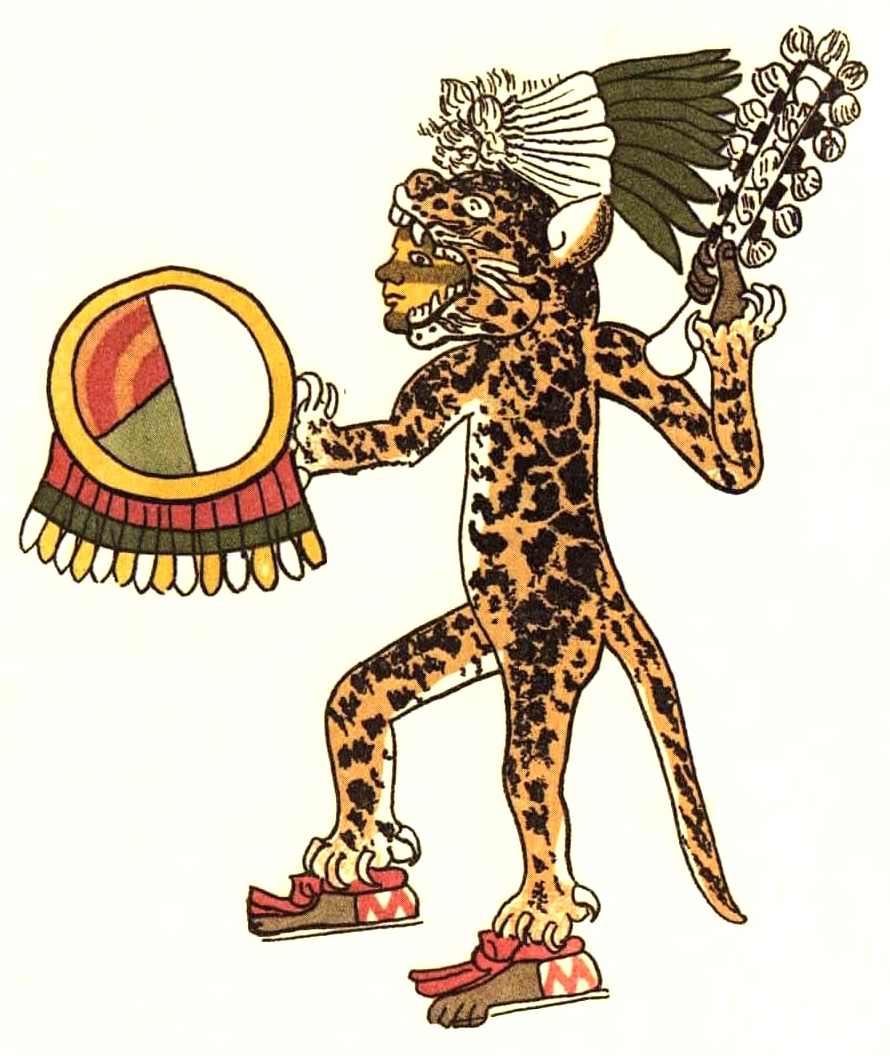
'재규어 전사'의 모습.

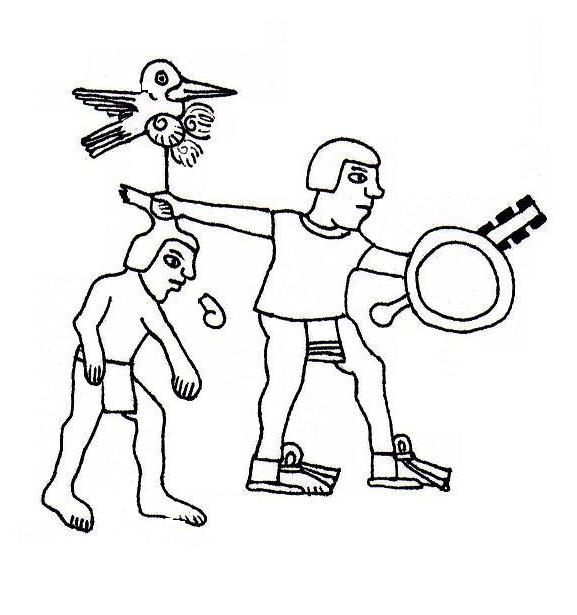
아즈텍 전사가 포로를 생포하는 모습.

아즈텍인들은 다음의 아즈텍 시에 드러나 있듯이 전쟁을 찬양하는 사나운 군인들이다.
| “ | 전쟁에서는 죽음보다 더한 것이 없다. 그래서 생명을 주신 이는 고귀하다. 나는 내 마음이 죽음을 갈망하는 것을 본다. | ” |

아즈텍 제국의 확장은 전쟁을 통해 이루어졌다. 아즈텍 역사는 전쟁의 신 위트실로포치틀리가 아스틀란을 떠나서 땅을 정복하도록 말했다고 가르치고 있다. 제국의 경제는 정복한 부족들에게 받는 공물에 의지했다. 무엇보다도 그들은 신들이 세계가 분열되지 않도록 지키기 위해 끊임없이 피의 제물을 원한다고 믿었고 전쟁은 제물을 얻는 가장 좋은 방법이었다.

### 전쟁 옷차림
각각의 카풀리는 전투집단에서 싸울 사람들을 많이 보냈다. 따로 유니폼이 없었으므로 자기가 원하는 대로 입었다. 어떤 전사는 샌들에 색깔 있는 치마를 입고, 깃털 머리 장식을 했으며 아래에는 두껍게 누빈 면직 옷을 입기도 하였다. 그러나 이는 싸움을 하기에는 불편한 복장이므로 아마 싸우기 전에 면직 옷과 샌들을 제외하고는 다 벗어 버렸을 것이다. 전사들은 마크아위틀이라는 양날을 가진 긴 칼을 들었는데 아주 무겁고 단번에 말의 머리를 자를 수 있었다.

### 방패와 무기
전사들의 방패는 나무에 가죽을 덮어 만든 것인데, 박쥐 똥 접착제로 가죽을 붙여 장식하였다. 이것은 전쟁할 때 부분적인 보호대로 쓰인 것 같다. 그리고 죽은 처녀의 손가락을 붙이기도 했는데, 이것은 처녀의 손가락이 자신을 지켜준다고 믿었기 때문인 것 같다.
아즈텍 사령관들은 주로 창을 던져서 전쟁을 시작했다. 창을 던지는 기구는 이름이 아틀라틀이었는데, 전사들은 이 무기를 투석기처럼 사용했다. 창을 아틀라틀의 홈에 꽂으면 상당한 힘으로 날릴 수 있었다.

### 전사의 계급
아즈텍 군대 계급에서 가장 높은 두 가지는 '재규어 전사(기사)'와 '독수리 전사(기사)'였다. 많은 포로를 잡은 기사만이 이 두 계급에 오를 수 있었다. 그들은 별도의 땅과 특혜를 받았으며, 포로들이 희생당할 때 행사 춤에서 특별한 역할을 맡았다. 고고학자들은 테노치티틀란에 있는 거대 피라미드의 이글 하우스(독수리집)에서 독수리 전사를 실물 크기로 만든 도자기를 발견하기도 하였다.

## 종교

### 여러 전설들

#### 천지 창조 전설

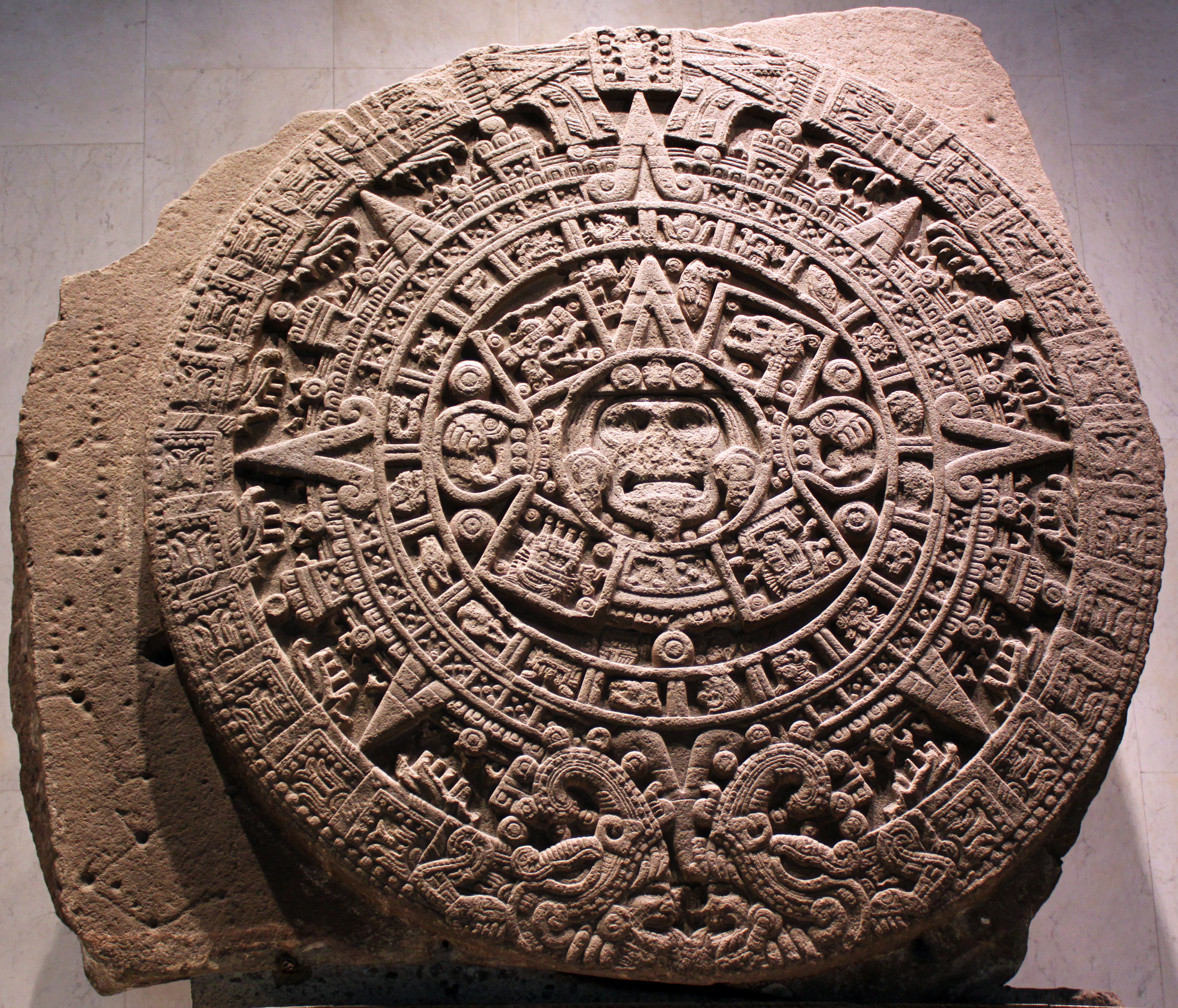
네 개의 멸망한 세상과 중간의 지금의 세상을 보여주는 돌판.

아즈텍에는 다음과 같은 천지 창조 전설이 있었다.
태초에 사람들이 살고 있었다. 사람들은 옥수수를 먹고 키가 자라 거인이 되었다. 그러나 아무리 키가 커도 물이 머리 끝까지 차 오르는 대홍수에서 무사할 수는 없었다. 물이 하늘의 해마저 삼켜버리면서 4008년간 지속된 세상(테스카틀리포카)은 끝이 났다. 지구상의 모든 사람들은 거의 모두 죽어서 생선으로 변했다.
이 때, 네네와 타타라는 두 사람만이 나무 위로 기어 올라가 살아 남을 수 있었다. 결국 이들로부터 인류가 다시 번창했고, 두 번째 세상(케이트살코아틀)이 시작되었다.
그런데 4010년 후, 이번에는 거센 바람이 사람과 태양을 모두 날려 버렸다. 바람이 너무 거세어 사람들은 손과 발로 나무를 붙잡고 매달렸다. 그 때에 꼬리가 생겨났으며, 사람들은 모두 원숭이가 되고 말았다. 하지만 역시 이 때에도 두 사람이 바위에 의지하고 살아남았다. 이들로부터 인류가 다시 번성했고, 세 번째 세상(틀랄록)이 시작되었다.
4081년 후, 이번에는 거대한 불이 지구를 위협했다. 세상은 또다시 파괴되었다. 하지만 누군가가 역시 살아남아 네 번째 세상(찰치위틀리크웨이)이 시작되었고, 네 번째 세상 사람들은 또 피와 불의 비에 휩쓸렸다. 땅에는 아무것도 자라지 않았고, 사람들은 굶어 죽었다.
그리고 다섯 번째 세상은 우리가 지금 살고 있는 세상(토나티우)이며, 2012년 12월 22일에 지진으로 멸망할 것이다.
다섯 번째 세상이 열린 곳이 바로 아즈텍 문명에 있었던 테오티우아칸이었다. 테오티우아칸은 나우아틀어로 '신이 태어난 곳'을 말한다.
그러나 사방은 컴컴했다. 해를 다시 만드는 법은 오직 하나, 신들 중 누군가 자신의 몸을 불사르는 것이다.
아무도 나서지 않자, 오만한 신 테쿠시스테카틀이 스스로 가장 위대한 신이라며 태양이 되기를 자청했다. 다른 신들은 모두 그를 싫어했기 때문에 동의하진 않았지만, 신들은 커다란 화룻불을 피워 놓고 테쿠시스테카틀에게 불속으로 뛰어들라고 했다. 그는 불길을 보고 겁이 나고 말았다. 바로 그 때, 현명하고 인기가 많았던 나나우아신이 불 속으로 펄쩍 뛰어들어 태양이 되었다. 이를 본 테쿠시스테카틀도 불 속으로 뛰어들어 달이 되었다.
그러나 달과 태양은 움직이지 않았다. 다른 또 다른 희생이 필요했다. 그래서 신들은 차례로 뱀의 신 케찰코아틀에게 와서 자신의 심장을 꺼냈다. 그러자 달과 태양이 움직이기 시작했다.

#### 코이올쇼키
아즈텍 전설에 따르면, 코아틀리웨이가 위트실로포치틀리 신을 낳을 때, 큰딸인 코이올쇼키가 어머니를 죽이려고 성스러운 산으로 올라왔다. 위트실로포치틀리는 어머니의 자궁에서 뛰어나와 그의 누이를 조각내 산 아래로 던져 버렸다고 한다. 이 이야기 때문에 피의 의식 후 시체가 신전의 계단에 내버려졌다고 한다.

#### 치치메메
아즈텍의 달력, 즉 52주기 끝나는 날은 아주 중요한 날이었다. 신화에 따르면 그 날에는 태양 신이 활동을 시작해서 운명의 날을 생기게 한다고 믿었다. 그 때에는 지구의 서쪽에서 사람들을 괴롭히는 괴물들, '치치메메'가 올라온다고 믿었다. 만약 그 날에 화로의 불이 붙으면 다행히 위기는 넘길 수 있다고 믿었다. 실제로 1455년엔 52주기가 끝나는 날이었는데, 다행히도 화로의 불은 꺼지지 않았다고 한다.

### 피의 의식

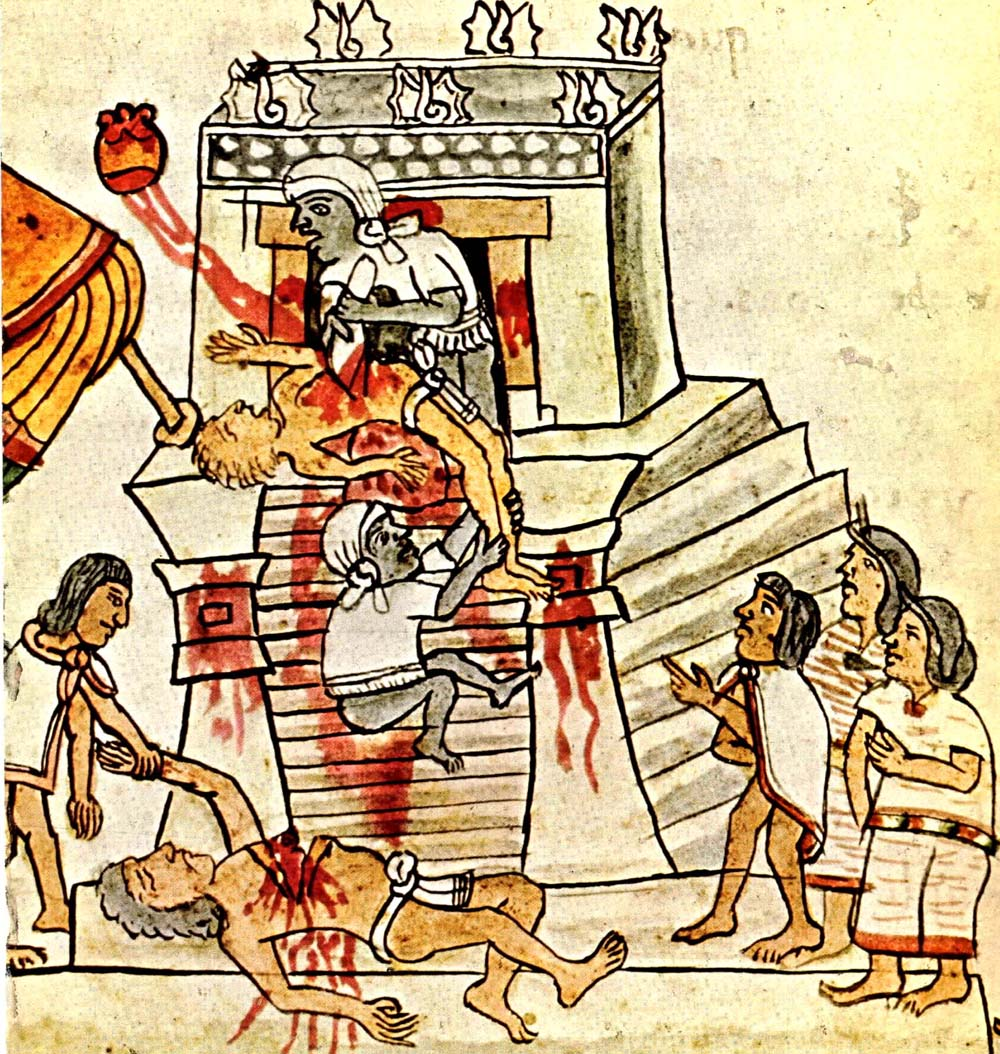
피의 의식을 치르는 모습을 그린 그림.

아즈텍에서는 다른 신처럼 사람의 심장을 바쳐야 한다고 믿었으므로 칼로 심장을 꺼내는 피의 의식을 하였다. 또한 그런 의식은 아즈텍족이 섬기는 싸움의 신 '우이칠로포치틀리'에 대한 제사이기도 하였다. 때로는 위험한 사람을 제거 할 수 있는 방법이기도 했다. 그러나 족장이 피의 의식을 할 수는 없었고, 대신 족장은 피의 의식에 제물이 될 사람과 싸워서 누가 제물이 될 것인지 정하기도 했다.
- 칼은 흑요석으로 만든 것이었다.
- 아즈텍인은 왕의 생일이나 특별한 날 아니면 휴일인 월요일에는 피의 의식을 치르지 않았다. 그 외의 날에는 무조건 심장을 꺼내야 했다.
- 1년에 5만 명을 희생시켰다.(이것은 일주일에 천 명, 하루에 백오십 명, 한 시간에 여섯 명, 10분에 한 명을 죽인 셈이다.)
- 테노치티틀란에 신전을 처음 지은 것을 기념하는 의식에서는 한번에 2만 명을 희생해야 했다.
- 제물을 다뤄야 하는 사제에게는 별도의 경호 부대가 딸려 있었다. 훗날 이 사제들과 경호 부대원들은 에르난 코르테스에게 몰살당했다.
- 아즈텍인은 정복한 부족들 사이에 싸움을 조장했다. 그래서 이를 빌미로 삼아 감옥에 가둔 다음, 의식에 필요한 산 제물로 삼았다.
- 만약 제물이 다른 부족 또는 적이라면, 아즈텍인은 이렇게 말했다. "오, 사랑하는 내 아들이여." 그러면 적은 이렇게 대답했다. "오, 내가 존경하는 아버지시여."

아즈텍인이 제사를 치를 때에는 다섯 가지 방법이 있었다. 각각 잔혹함의 정도가 다르다.
- 산 제물을 돌 제단 위에 반듯하게 눕힌다. 칼로 가슴을 열고 심장을 꺼낸다. 둥근 돌그릇에 심장을 담아 신에게 바친다.
- 목을 자른다. 이 방법은 주로 여자를 제물로 바칠 때 사용하는데, 희생된 여자는 나중에 부족을 지키는 신이 된다고 믿었다.
- 제물을 큰 돌에 묶고 방어용으로 검을 준 다음, 아즈텍 전사와 겨루게 한다. 이 때, 전사는 톱날이 달린 칼을 쓴다.
- 제물의 양팔을 묶고, 온몸에 화살을 잔뜩 쏘아 죽인다. 심장 부위는 하얀 점으로 표시하는데, 처음 수십 발은 하얀 점을 피해서 쏜다. 왜냐하면 아즈텍인은 제물이 흘린 피가 땅을 비옥하게 만들어 곡식을 잘 자라게 한다고 믿기 때문이다.
- 제물을 불 속에 던진다. 그러다가 다시 꺼낸다. 이것을 몇 번 반복해 제물이 바싹 구워지면 심장을 꺼낸다.

이러한 피의 의식들은 모두 명분상의 이유일 뿐이고 실제로 아즈텍인들은 고원지대에서 살고 있던 탓에 가축을 기르기 힘든 여건이므로 단백질 섭취를 위해 피의 의식이라는 이름으로 살인을 행하고 그 시체를 요리해서 먹었다. 주로 제물의 인육은 햇볕에 말려 먹거나 불에 구워 먹는다. 이 의식은 스페인 정복자 에르난 코르테스가 아즈텍에 도착할 때까지 계속되었으며 에르난 코르테스가 지배하고 나서야 에르난 코르테스가 금지시켜서 중지했다. 대신 에르난 코르테스는 자국에서 돼지를 가져와 아즈텍에 뿌렸으며 아즈텍인들로 하여금 인육 대신 돼지고기를 먹게 했다.
현실적으로 피의 의식이 아즈텍 문명을 멸망시킨 가장 결정적인 역할을 했다. 그 이유인 즉 에르난 코르테스가 아즈텍에 쳐들어오자 가장 먼저 에르난 코르테스의 편에 붙은 무리들이 바로 피의 의식에서 희생제물로 확정된 이들이기 때문이였다. 그들은 죽음이 확정된 상황을 벗어나기 위해 에르난 코르테스에게 의존하게 되었으며 마침 에르난 코르테스가 피의 의식을 반대하는 입장이였으므로 에르난 코르테스의 편에 붙어 에르난 코르테스의 편에 도와서 자신들은 목숨을 부지하고 에르난 코르테스는 황금을 갖게 도와주자는 의도로 에르난 코르테스의 앞잡이로 붙었다. 에르난 코르테스 역시 희생제물로 확정된 자들의 이용가치가 있다고 판단했기 때문에 희생제물로 확정된 자들을 보호하며 사제들과 여기에 딸린 창과 칼로 무장된 경호병들을 경호병들과는 비교도 안되는 무기인 총으로 모조리 제압했다. 코르테스는 피의 제사에 희생제물이였던 사람들의 강력한 지지를 얻어 아즈텍을 쉽게 정복하게 되었다.

### 종교 달력
아즈텍인들은 태양력(양력)으로 1년을 365일 6시간으로 사용했지만 종교 행사에서는 260인 종교 달력을 썼다. 52년마다 두 달력이 일치하게 되었고, 아즈텍인들은 이것이 세상이 끝날 위험을 뜻한다고 믿었다. 그 통합이 일어나기 5일 전에 모든 사람은 불을 끄고, 집을 청소하고, 낡은 옷들을 버리고, 모든 항아리를 던져 버렸다. 아즈텍인들은 이 같은 행동이 세상의 파괴를 막는다고 믿었다.
다음은 종교 달력을 순서대로 나타낸 것이다.
- 도마뱀
- 뱀
- 독수리
- 토끼
- 물
- 개
- 원숭이
- 풀
- 갈대
- 오셀롯
- 콘도르
- 최초의 칼
- 꽃
- 집
- 비
- 동작
- 악어
- 바람
- 죽음
- 사슴

## 음식

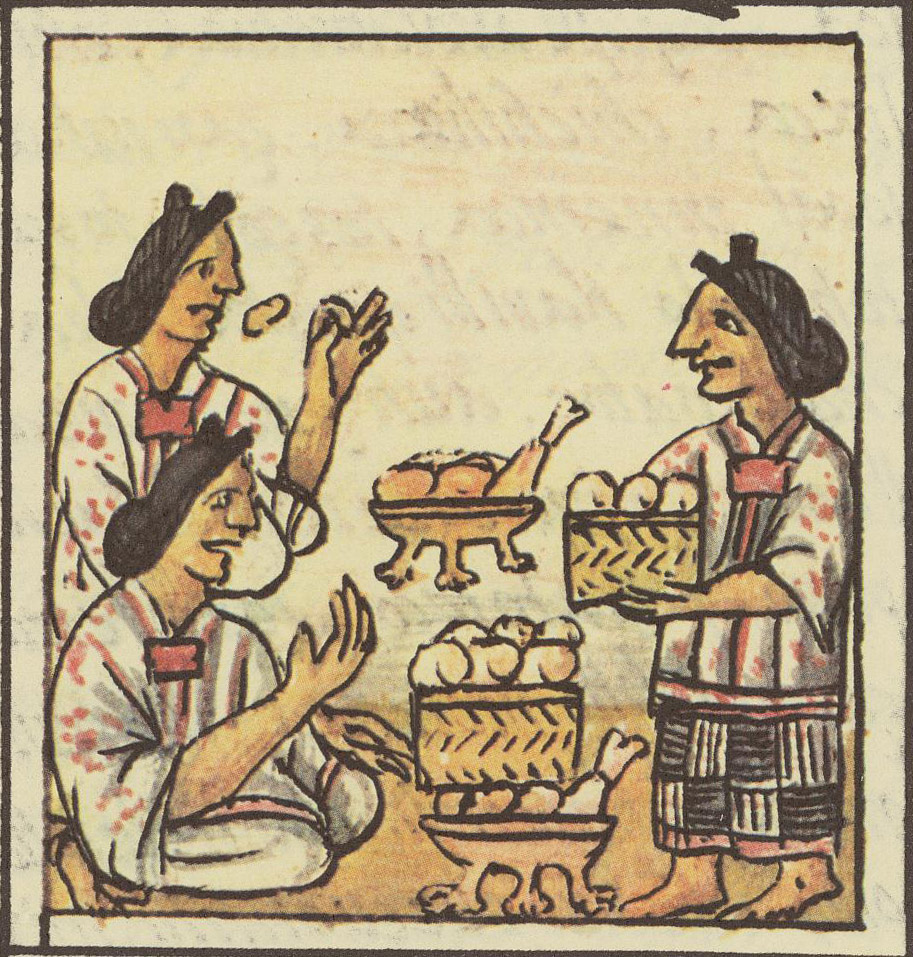
아즈텍 그림 속 음식. 아주머니들이 감자 광주리를 들고 온다.

아즈텍인들은 전문적인 농부였다. 집에는 대부분 큰 정원인 칼밀이 있었는데, 틀라토아니는 정원사가 열대 꽃과 카카오 나무 등을 키우는 식물원도 갖고 있었다. 말이나 소, 바퀴 달린 장치, 쟁기 등이 전혀 없었기 때문에 모든 일은 손으로 해야만 했다. 언덕에는 돌벽을 쌓아 농작물이 자랄 수 있도록 평평한 계단식 밭을 만들었다. 더운 계곡에서는 산에서 물이 흐를 수 있도록 수로를 만들었다.
아즈텍 음식에는 팝콘, 초콜릿, 땅콩 등 현대적인 것도 있었던 듯하다. 하지만 음식이 충분하지 않아서 에스파냐 작가들은 아즈텍인들이 "세계 어느 누구보다 적게 먹는다.'고 쓰고 있다. 각종 의식에서 보통 제물로 희생된 사람을 먹었으므로 역사학자들은 사람의 살이 중요한 음식이었을 것이라고 말한다.

### 음료
늙은 여성을 제외하고 모든 사람은 술에 취할 수 없도록 법으로 금지하였다. 그러나 사람들은 결혼식 때 용설란 수액을 발효시켜 만든 알코올 음료 펄키를 마시고 즐길 수 있었다. 부자들만 카카오 열매와 꿀을 끓여 만든 음료 쇼콜라틀(chocolatl)을 살 수 있었다. 또한 일부 부자는 담배를 피웠는데, 몬테수마 왕은 코코아 한 잔과 담배 한 개로 하루 일과를 마치곤 했다. 일부 아즈텍인은 환각을 일으키는 페요틀(peyotl, 선인장 싹으로 만듦)과 테오나나카틀(teonanacatl, 쓴 맛의 검은 버섯)이라는 마약을 즐기기도 했다.

### 재료
아즈텍에는 유럽에는 없는 많은 종류의 과일 또는 채소가 있었기 때문에 음식이 다양했다. 하지만 음식의 주요 재료는 옥수수였고, 에스파냐 사람이 유럽에서 돼지를 들여 오기까지 멕시코에는 기름진 음식이 별로 없었다. 그리고 다음과 같은 것도 먹었다.
- 원숭이: 아즈텍인은 거미원숭이와 고함원숭이를 즐겨 잡아먹었다. 지금도 후손들은 원숭이를 먹기도 한다.
- 두꺼비: 고고학자들은 어느 마을의 유적지에서 왕두꺼비의 뼈를 발견하였다. 하지만 두꺼비의 피부에는 독이 있기 때문에 일종의 약으로 먹었으리라 추정된다.
- 개구리
- 선인장: 특히 용설란이라는 선인장 종류는 쓰임새가 많았다. 아즈텍인은 이 선인장으로 바늘, 실, 땔감, 종이, 끈, 옷감, 돗자리 등을 만들고, 지붕을 엮는 데에도 사용되었다. 선인장을 끓이면 어떤 시럽이 나오는데, 이것으로 선인장 술을 만들었다고 한다.
- 개
- 호수의 이끼: 테오티우아칸 시대에는 호수 가장자리의 이끼를 걷어서 과자로 만들어 먹었다고 한다.
- 도마뱀
- 개미
- 올챙이
- 유충
- 사람: 피의 의식을 통해 얻어진 인육은 아즈텍인들의 음식들 중에 최고의 가치를 지녔다. 그 이유는 어떤 음식재료 보다도 단백질이 월등했기 때문이다. 에르난 코르테즈가 중지시킬 때까지 아즈텍인들은 인육을 즐겨먹는 습관을 버리지 못하고 인육을 섭취하기 위해 피의 의식을 끊임없이 자행했다. 아즈텍 제국이 멸망한 이후 에르난 코르테스에 의해 돼지로 대체되었다.

하지만 이외에도 토르티야, 부리또 같은 것도 있었다.

## 옷과 장신구
아즈텍인들에게 순수하고 아름답게 보이거나 최신의 것을 따르는 현대적 의미의 유행은 없었다. 고대에는 다른 모든 것과 마찬가지로 의복도 개인의 부와 지위를 과시하는 수단이었다. 그래서 아즈텍인들이 입는 옷은 법으로 정해져 있었다. 마세우알틴은 색깔 있는 옷이나 금 장식을 할 수 없었다. 옷의 길이도 법으로 정해져 있었는데, 어떤 사람이 법이 정한 것보다 옷을 길게 입으면 사람들은 그의 다리를 확인하여 전쟁에서 생긴 상처가 있으면 문제 삼지 않았지만, 아무것도 없다면 그는 사형에 처해졌다. 가난한 사람들은 외투를 살 여유가 없었으므로 용설란 섬유로 만든 거칠고 하얀 천으로 만든 허리에 걸치는 간단한 옷을 입었다. 틀라토아니와 귀족만이 색깔 있는 옷을 입고 보석 장식을 할 수 있었다.

### 화장
아즈텍의 아버지들은 딸들에게 외모에 집착하지 말고 화장을 하지 않도록 일렀지만 말을 듣지 않았다. 오히려 자연스러운 아름다움으로 보이기 위해서 보다 극적인 효과를 얻으려고 화장을 했다. 얼굴과 몸은 빨강, 노랑, 파랑, 초록으로 두텁게 칠했다. 아즈텍 여성에게 인기 있는 색은 노랑이었으므로 벌레를 으깨서 만든 악신이라는 연고를 얼굴에 문질렀다. 또 이빨은 밝은 빨강으로 물들였고, 발에는 향긋한 기름을 발랐다.

### 머리 양식
아즈텍의 여성은 머리를 꾸미는 것을 좋아하여 진흙으로 검게 하거나 인디고 물감의 짙은 청보라색으로 물을 들였다. 보통 머리 형태는 두 가닥으로 땋아 둥글게 머리 앞으로 돌려서 이마에서 묶었다. 머리 양식은 남성에게도 있었는데, 10세에서 15세 된 젊은이들은 머리 뒤에 돼지 꼬리 정도만 남기고 다 밀었다. 전쟁에서 포로를 잡아야만 그 돼지 꼬리를 자를 수 있었다.

### 장신구
아즈텍의 귀족은 가능한 한 많은 장신구들을 지녔는데 금과 값비싼 보석으로 만든 입술 고리, 코 마개, 귀고리 등이었다.

### 면화
면화는 테노치티틀란에서 자라지 않았으므로 중앙아메리카 저지대에서 수입해 왔다. 의복을 만드는 중요한 섬유일 뿐만 아니라 침대, 가방, 벽지, 전투복, 수의 등을 만드는 데에도 쓰였다.

## 같이 보기
- 멕시코
- 멕시코의 역사
- 멕시코의 국장
- 마야 문명
- 잉카 문명
- 인명
  - 에르난 코르테스
  - 몬테수마 2세
  - 쿠아우테목
- 지명
  - 테노치티틀란
  - 텍스코코 호
- 식인종
- 믹스텍족(Mixtec)
- 아스테카 신화
- 마카나(Macana)
- 태양의 돌(La Piedra del Sol)
- 인신공희